# Bumbles' Radium Minstrels
Bumbles' Radium Minstrels è un cortometraggio muto del 1913 diretto da W.P. Kellino. Il regista, specializzato in comiche, realizzò negli anni dieci una serie di corti che avevano come protagonista il personaggio di Bumbles, interpretato da Phillipi.

## Trama
L'impresario di un minstrel show scappa con l'incasso dello spettacolo.

## Produzione
Il film fu prodotto dalla EcKo.

## Distribuzione
Distribuito dall'Universal Pictures, il film - un cortometraggio di 156 metri - uscì nelle sale cinematografiche britanniche nel luglio 1913.